# Santa Coloma (Santa Coloma d’Andorra)

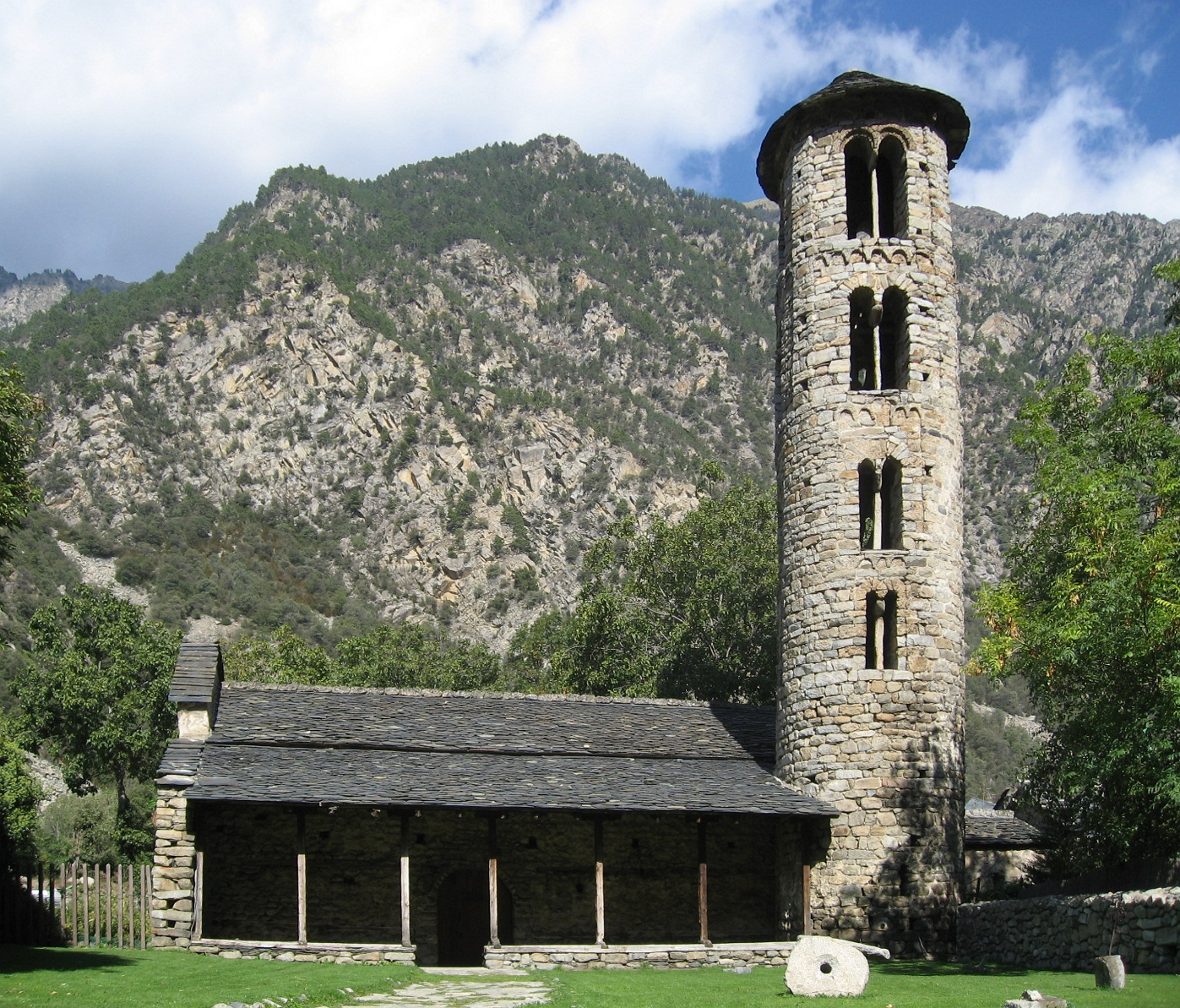
Die Kirche Santa Coloma

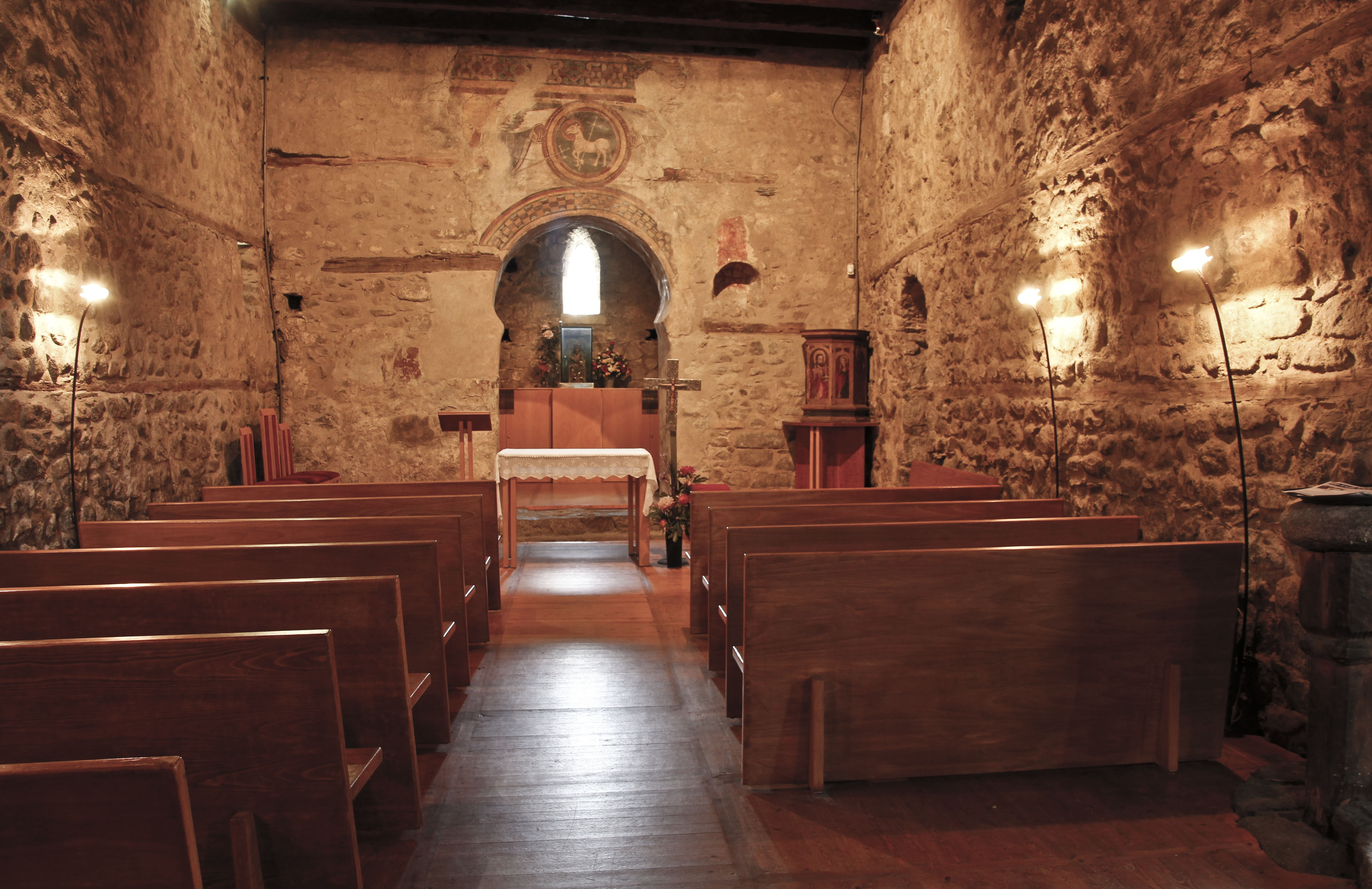
Innenraum

Die Kirche Santa Coloma befindet sich im Dorf Santa Coloma d’Andorra in Andorra. Sie wird seit 1999 auf der Tentativliste für das UNESCO-Welterbe geführt. Sie ist dem Patronat der heiligen Kolumba von Sens anvertraut.

## Geschichte und Bauwerk
Die vorromanische Saalkirche aus Feldstein mit rechteckiger Apsis wurde vermutlich bereits im 8. oder 9. Jahrhundert errichtet. Im 12. Jahrhundert wurde sie um den Glockenturm und eine offene Vorhalle an der Südseite erweitert. Der Glockenturm ist ungewöhnlich durch seinen runden Grundriss und seine vier Fenstergeschosse mit nach oben größer werdenden romanischen Doppelfenstern.
Im Inneren sind Teile der originalen Wandbemalung erhalten. Der größere Teil wurde in den 1930er Jahren abgenommen und gelangte über Antiquitätenhändler in Barcelona an die Staatlichen Museen zu Berlin. 2007 wurden die Fragmente vom andorranischen Staat zurückerworben.
Die Öffnung zwischen Langhaus und Altarraum hat die Form eines Hufeisenbogens, der maurische Einflüsse verrät.
Die Kirche besitzt außerdem eine hölzerne, farbig gefasste Marienskulptur und ein Altarretabel von 1741.

Abbildung auf der andorranischen 50-Cent-Münze

Um die Kirche läuft eine Feldsteinmauer. Die andorranischen 10-, 20- und 50-Cent-Münzen zeigen das Tor dieser Mauer und dahinter Turm und Langhaus der Kirche.